# Équipe de Suisse de football en 2013
Cet article présente l'année 2013 pour l'équipe de Suisse de football.

## Évolution du classement
| Année | 2012     | 2013    | 2013    | 2013 | 2013  | 2013 | 2013 | 2013    | 2013 | 2013      | 2013    | 2013     | 2013     |
| Mois  | décembre | janvier | février | mars | avril | mai  | juin | juillet | août | septembre | octobre | novembre | décembre |
| Rang  | 12       | 13      | 14      | 14   | 15    | 14   | 14   | 16      | 15   | 7         | 7       | 8        | 8        |

## Bilan
|           | Nombre de matchs | Victoires | Défaites | Matchs nul | Buts marqués | Buts encaissés |
| Domicile  | 4                | 3         | 0        | 1          | 7            | 4              |
| Extérieur | 5                | 2         | 1        | 2          | 5            | 3              |
| Total     | 9                | 5         | 1        | 3          | 12           | 7              |

## Matchs et résultats
| Match amical                                       | Grèce   | 0 - 0 | Suisse | Stade Karaïskakis, Le Pirée                              |                                                          |
| 6 février 2013 · 20:30 · Historique des rencontres |         |       |        | Spectateurs : 7 500 Arbitrage : Alberto Undiano Mallenco | Spectateurs : 7 500 Arbitrage : Alberto Undiano Mallenco |
| 6 février 2013 · 20:30 · Historique des rencontres | Rapport |       |        | Spectateurs : 7 500 Arbitrage : Alberto Undiano Mallenco | Spectateurs : 7 500 Arbitrage : Alberto Undiano Mallenco |

| Éliminatoires CM 2014                            | Chypre  | 0 - 0 | Suisse | Stade GSP, Nicosie                           |                                              |
| 23 mars 2013 · 18:30 · Historique des rencontres |         |       |        | Spectateurs : 3 570 Arbitrage : Manuel Gräfe | Spectateurs : 3 570 Arbitrage : Manuel Gräfe |
| 23 mars 2013 · 18:30 · Historique des rencontres | Rapport |       |        | Spectateurs : 3 570 Arbitrage : Manuel Gräfe | Spectateurs : 3 570 Arbitrage : Manuel Gräfe |

| Éliminatoires CM 2014                           | Suisse        | 1 - 0   | Chypre | Stade de Genève, Genève                                 |                                                         |
| 8 juin 2013 · 17:30 · Historique des rencontres | Seferović 90e | (0 - 0) |        | Spectateurs : 16 900 Arbitrage : Paolo Silvio Mazzoleni | Spectateurs : 16 900 Arbitrage : Paolo Silvio Mazzoleni |
| 8 juin 2013 · 17:30 · Historique des rencontres | Rapport       |         |        | Spectateurs : 16 900 Arbitrage : Paolo Silvio Mazzoleni | Spectateurs : 16 900 Arbitrage : Paolo Silvio Mazzoleni |

| Match amical                                     | Suisse          | 1 - 0   | Brésil | Parc Saint-Jacques, Bâle                       |                                                |
| 14 août 2013 · 20:45 · Historique des rencontres | Alves 47e (csc) | (0 - 0) |        | Spectateurs : 31 100 Arbitrage : Deniz Aytekin | Spectateurs : 31 100 Arbitrage : Deniz Aytekin |
| 14 août 2013 · 20:45 · Historique des rencontres | Rapport         |         |        | Spectateurs : 31 100 Arbitrage : Deniz Aytekin | Spectateurs : 31 100 Arbitrage : Deniz Aytekin |

| Éliminatoires CM 2014                                | Suisse                                                 | 4 - 4   | Islande                                   | Stade de Suisse, Berne                          |                                                 |
| 6 septembre 2013 · 20:30 · Historique des rencontres | Lichtsteiner 15e 30e · Schär 27e · Džemaili 54e (pen.) | (3 - 1) | 3e 68e 90+1e Guðmundsson · 56e Sigþórsson | Spectateurs : 26 000 Arbitrage : Sergei Karasev | Spectateurs : 26 000 Arbitrage : Sergei Karasev |
| 6 septembre 2013 · 20:30 · Historique des rencontres | Rapport                                                |         |                                           | Spectateurs : 26 000 Arbitrage : Sergei Karasev | Spectateurs : 26 000 Arbitrage : Sergei Karasev |

| Éliminatoires CM 2014                                 | Norvège | 0 - 2   | Suisse        | Ullevaal Stadion, Oslo                       |                                              |
| 10 septembre 2013 · 19:00 · Historique des rencontres |         | (0 - 1) | 12e 51e Schär | Spectateurs : 16 631 Arbitrage : Howard Webb | Spectateurs : 16 631 Arbitrage : Howard Webb |
| 10 septembre 2013 · 19:00 · Historique des rencontres | Rapport |         |               | Spectateurs : 16 631 Arbitrage : Howard Webb | Spectateurs : 16 631 Arbitrage : Howard Webb |

| Éliminatoires CM 2014                               | Albanie           | 1 - 2   | Suisse                 | Stade Qemal-Stafa, Tirana                      |                                                |
| 11 octobre 2013 · 20:30 · Historique des rencontres | Salihi 89e (pen.) | (0 - 0) | 48e Shaqiri · 79e Lang | Spectateurs : 20 000 Arbitrage : Pedro Proença | Spectateurs : 20 000 Arbitrage : Pedro Proença |
| 11 octobre 2013 · 20:30 · Historique des rencontres | Rapport           |         |                        | Spectateurs : 20 000 Arbitrage : Pedro Proença | Spectateurs : 20 000 Arbitrage : Pedro Proença |

| Éliminatoires CM 2014                                | Suisse    | 1 - 0   | Slovénie | Stade de Suisse, Berne                         |                                                |
| 15 novembre 2013 · 20:00 · Historique des rencontres | Xhaka 72e | (0 - 0) |          | Spectateurs : 22 014 Arbitrage : Björn Kuipers | Spectateurs : 22 014 Arbitrage : Björn Kuipers |
| 15 novembre 2013 · 20:00 · Historique des rencontres | Rapport   |         |          | Spectateurs : 22 014 Arbitrage : Björn Kuipers | Spectateurs : 22 014 Arbitrage : Björn Kuipers |

| Match amical                                        | Corée du Sud       | 2 - 1   | Suisse    | Stade olympique de Séoul, Séoul             |                                             |
| 15 octobre 2013 · 12:00 · Historique des rencontres | Hong 59e · Lee 87e | (0 - 1) | 6e Kasami | Spectateurs : 35 000 Arbitrage : Diego Abal | Spectateurs : 35 000 Arbitrage : Diego Abal |
| 15 octobre 2013 · 12:00 · Historique des rencontres | Rapport            |         |           | Spectateurs : 35 000 Arbitrage : Diego Abal | Spectateurs : 35 000 Arbitrage : Diego Abal |

## Classement des buteurs
| Buteur               | Compétition officielle | Matchs amicaux | Total |
| -------------------- | ---------------------- | -------------- | ----- |
| Fabian Schär         | 3                      | 0              | 3     |
| Stephan Lichtsteiner | 2                      | 0              | 2     |
| Blerim Džemaili      | 1                      | 0              | 1     |
| Michael Lang         | 1                      | 0              | 1     |
| Haris Seferović      | 1                      | 0              | 1     |
| Xherdan Shaqiri      | 1                      | 0              | 1     |
| Granit Xhaka         | 1                      | 0              | 1     |
| Pajtim Kasami        | 0                      | 1              | 1     |
| contre son camp      | 0                      | 1              | 1     |